# الأميرة شهرزاد (رسوم متحركة)
الأميرة شهرزاد مسلسل رسوم متحركة فرنسي من إنتاج كارير قروب. تم عرض المسلسل لأول مرة بين عامي 1996-1999. تم دبلجة المسلسل للعربية و عرض على محطة LBC اللبنانية عام ٢٠٠١ ثم عرض على قناة إم بي سي 3 في عام 2005.

## روابط خارجية
- الأميرة شهرزاد على موقع IMDb (الإنجليزية)
- الأميرة شهرزاد على موقع كينوبويسك (الروسية)
- الأميرة شهرزاد على موقع ألو سيني (الفرنسية)
- الأميرة شهرزاد على موقع قاعدة بيانات الفيلم (الإنجليزية)
- الأميرة شهرزاد (رسوم متحركة) على ألو سيني
- Fiche de la série sur Planète Jeunesse
- Générique allemand de la série
- Générique français de la série